# لوزیانیا
لوزیانیا (به پرتغالی: Luziânia) یک شهر در برزیل است که در گوییاس واقع شده‌است.

## خصوصیات
لوزیانیا ۳٬۹۶۱٫۵۳۶ کیلومترمربع مساحت و ۱۷۴٬۵۴۶ نفر جمعیت دارد و ۹۳۰ متر بالاتر از سطح دریا واقع شده‌است.